# Ficus sinociliata
Ficus sinociliata är en mullbärsväxtart som beskrevs av Zhe Kun Zhou och M.G.Gilbert. Ficus sinociliata ingår i släktet fikonsläktet, och familjen mullbärsväxter. Inga underarter finns listade i Catalogue of Life.